# Parfums Christian Dior
Parfums Christian Dior, är en del av Christian Dior SA och LVMH, som tillverkar parfymer sedan 1947 när parfymen Miss Dior lanserades. Företaget har dofter för män och kvinnor. Företaget har använt sig av många erkänt skickliga parfymörer. 
De tillverkar även smink och andra hudprodukter.

## Parfymer
- Bois d'Argent (2004),  Annick Menardo
- Chris 1947 (2003)
- Cologne Blanche (2004),  Francis Kurkdjian
- Diorama (1948),  Edmond Roudnitska
- Dior Addict (2002), Thierry Wasser
- Dior Addict 2 (2005)
- Dior Addict 2 Summer Peonies (2007)
- Dior Addict Eau Fraîche (2004),  Thierry Wasser
- Dior Addict "Dior Twist" (2004)
- Dior Dior (1976),  Edmond Roudnitska
- Diorella (1972),  Edmond Roudnitska
- Dioressence (1969),  Guy Robert
- Dior Homme (2005),  Olivier Polge
- Dior Homme Cologne (2007),  François Demachy
- Dior Homme intense
- Diorissimo (1956),  Edmond Roudnitska
- Diorling (1963)
- Dior Me, Dior Me Not (2004)
- Dolce Vita (1995),  Pierre Boudon och Maurice Roger
- Dune (1991),  Jean-Louis Sieuzac
- Dune Sun (1996)
- Dune pour Homme (1997),  Jean-Pierre Bethouart och Olivier Cresp
- Eau de Dolce Vita (1998)
- Eau Fraîche (1955), Edmond Roudnitska
- Eau Noire (2004), Francis Kurkdjian
- Eau Sauvage (1966), Edmond Roudnitska
- Eau Sauvage 100% Glaçon (2001)
- Eau Sauvage Extrême (1982)
- Eau Sauvage Fraîcheur Cuir (2007)
- Eau Svelte (1995)
- Fahrenheit (1988),Jean-Louis Sieuzac
- Fahrenheit 0 Degrés (2002)
- Fahrenheit 32 (2007), François Demachy och Louise Turner
- Fahrenheit Fresh (2004), Bertrand Duchaufour
- Fahrenheit Summer (2001)
- Forever and Ever (2001),  Jean-Pierre Bethouart
- Forever and Ever Dior (2006),  Jean-Pierre Bethouart
- Higher (2001), Olivier Gillotin och Olivier Pescheux
- Higher Black (2002), Olivier Gillotin och Olivier Pescheux
- Higher Energy (2003), Nathalie Gracia-Cetto och Carlos Vinals
- Hypnotic Poison (1998), Annick Menardo
- I Love Dior (2002), Frank Voelkl
- J'Adore (1999), Calice Becker
- J'Adore Anniversaire En Or (2004)
- Jules (1980)
- Lily (1999), Florence Idier
- Lily Dior (2004)
- Miss Dior (1947), Jean Carles och Paul Vacher
- Miss Dior Chérie (2005), Christine Nagel
- Miss Dior Chérie Eau de Toilette (2006), Françoise Caron och François Demachy
- Midnight Charm (2006)
- Poison (1985), created by Edouard Flechier
- Pure Poison (2004), created by Carlos Benaïm, Olivier Polge and Dominique Ropion
- Pure Poison Elixir (2006)
- Remember Me (2000)
- Tendre Poison (1994), Edouard Flechier
- Midnight Poison (2007)